# 五諸侯五
后髮座6，又名BD+15 2436，HD 106661、SAO 100012、HR 4663，是后髮座的一颗恒星，视星等为5.1，位于銀經267.16，銀緯75.25，其B1900.0坐标为赤經12h 10m 55.5s，赤緯+15° 75.25′ 21″。